# Битва под Сточеком
Би́тва под Сто́чеком — битва в ходе подавления польского восстания 1830 года, произошедшая 14 февраля 1831 года у села Сточек (пол. Stoczek Łukowski, ныне — Люблинское воеводство), первая битва военной фазы восстания. 
Дивизия Юзефа Дверницкого обратила в бегство полки 1-й бригады 2-й конно-егерской дивизии генерал-адъютанта барона Фёдора Гейсмара.

## Положение сторон
Приняв командование 2-й конно-егерской дивизией за 10 дней до боя барон Гейсмар вошёл на польскую территорию менее чем за сутки до его начала. Узнав от информатора, что генерал Дверницкий с крупным отрядом переправился через Вислу и находится в нескольких верстах от места сосредоточения дивизии, Гейсмар с 1-й бригадой — в составе Переяславского и Принца Вюртембергского полков — попытался напасть на отряд Дверницкого через 2 узких дефиле, представлявшие собой лесные дороги по направлению к Сточеку с востока и северо-востока. Дверницкий, войска которого уже готовились к ночлегу, вынужден был построить их севернее Сточека, расположив 6 3-фунтовых пушек под охраной пехоты, а кавалерию — севернее и южнее. Передвижение русских войск по узким дефиле дали информатором время сообщить Дверницкому об их приближении.

## Ход сражения
Переяславский полк под командованием бригадного командира 1-й бригады генерал-майора Пашкова при 4-х 10-фунтовых орудиях пешей артиллерии первым достиг поля боя с северо-востока. Расположив орудия напротив польских, Пашков спешил один из дивизионов полка (1-й), поставил его перед орудиями, а 2-му приказал атаковать польскую кавалерию. Однако, 2-й дивизион развернулся и проследовал в лес, затем началось беспорядочное бегство 3-го дивизиона. Польские уланы бросились на бегущих и орудийную прислугу.
В этот момент подошедший с востока и построенный для подивизионной атаки полк Принца Вюртембергского бежал с поля боя полностью — последовательно 3-й, 2-й и 1-й дивизионы — не успев даже вступить в бой с польскими уланами, причём барон Гейсмар лично пытался возглавить атаку 2-го дивизиона, что никак не помогло делу. В руки поляков и тут попали 4 из 6 орудий пешей артиллерии.

## Последствия боя
Барон Гейсмар и генерал-майор Пашков вынуждены были отступить под прикрытие — в расположение полков 2-й бригады собственной дивизии.
Поляки потеряли 46 убитыми и 59 раненными, а русские — около 280 убитых, 230 пленных и 8 пушек.
О последовавшем поражении Фёдор Клементьевич, по воспоминаниям его современников и потомков, всегда отзывался в том смысле, что его фатальной ошибкой было 
незнание нравственного состояния вверенных мне войск, в противном случае я никогда не решился бы атаковать Дверницкого в той позиции.
Отсутствие должной боевой выучки вверенных ему войск для действий "подивизионно" в сложных условиях местности против превосходящих сил противника привело к побегу обоих полков с поля сражения практически без боя. В официальном рапорте Дибичу Гейсмар приписал это "внезапно охватившей солдат панике", но в частном письме полковнику Анрепу, назначенному полковым командиром Переяславского конно-егерского полка по результатам Сточека, — сообщал, что "не заметил в людях полка того рвения к службе, которое всегда находил в русских офицерах и, особенно, в нижних чинах".
Поляки немедленно разнесли весть о своей победе по всей Польше. В Варшаве были устроены праздненства, продолжавшиеся несколько дней. Особенно полякам нравилось то, что побеждён был именно генерал Гейсмар, чья победа над турками при Боелешти ещё гремела по всей Европе. Память о битве живёт в польской традиции: Густав Эренберг написал об этом стихотворение Gdy naród do boju, а Винценты Поль — Grzmią pod Stoczkiem armaty. Битва также нашла своё отражение в работах таких живописцев как Ян Б. Розен, Войцех Коссак.
Распоряжением императора Николая I в 1833 году конные егеря были уничтожены как род оружия русской армейской кавалерии.